# Linh lan
Linh lan hay lan chuông (danh pháp khoa học: Convallaria majalis), là loài duy nhất trong chi Convallaria thuộc một họ thực vật có hoa là họ Asparagaceae. Nó có nguồn gốc trong khu vực ôn đới mát của Bắc bán cầu tại châu Á, châu Âu và Bắc Mỹ. Nó là một loài cây thân thảo sống lâu năm có khả năng tạo thành các cụm dày dặc nhờ loang rộng theo các rễ ngầm dưới mặt đất gọi là thân rễ. Các thân rễ này tạo ra rất nhiều chồi mỗi mùa xuân. Thân cây cao tới 15–30 cm, với hai lá dài 10–25 cm và cành hoa bao gồm 5-15 hoa trên đỉnh ngọn thân cây. Hoa có màu trắng (ít khi hồng), hình chuông, đường kính 5–10 mm, có mùi thơm ngọt; nở hoa về cuối mùa xuân. Quả của nó là loại quả mọng màu đỏ, nhỏ với đường kính 5–7 mm.
Linh lan là một loại cây cảnh trồng phổ biến trong vườn vì các hoa có mùi thơm của nó. Lá và hoa linh lan chứa các glycozit như Convallimarin, Convallarin có tác dụng tim mạch và được sử dụng trong y học trong nhiều thế kỷ. Với các đơn thuốc quá liều nó có thể gây ngộ độc; các loài vật nuôi và trẻ em có thể bị thương tổn khi ăn phải linh lan.
Linh lan bị ấu trùng của một số loài thuộc bộ Lepidoptera phá hoại, như Antitype chi.
Hoa này trong tiếng Anh còn được gọi là Our Lady's tears (Nước mắt của Mẹ) do, theo một truyền thuyết, từ những giọt nước mắt của Eva rơi xuống, khi bị đuổi ra khỏi thiên đàng, đã trở thành hoa linh lan. Một thuyết khác cho rằng linh lan xuất hiện từ những giọt nước mắt của Đức Mẹ đồng trinh Mary khi chúa Jesus bị đóng đinh câu rút. Theo một truyền thuyết khác, hoa linh lan cũng đã xuất hiện từ máu của Thánh Leonard trong trận chiến của ông với con rồng. Các tên gọi khác trong tiếng Anh là May Lily (huệ tháng Năm), May Bells (hoa chuông tháng Năm), Lily Constancy (huệ chung thủy), Ladder-to-Heaven (thang tới thiên đường), Male Lily and Muguet v.v.
Theo truyền thống, hoa linh lan được bán tại Pháp trên các đường phố vào ngày 1 tháng 5 và được tặng cho nhau như một thứ đem lại may mắn. Kể từ năm 1982, hoa linh lan là quốc hoa của Phần Lan. Nó là loài hoa chính thức của các hội đoàn như Pi Kappa Alpha, Kappa Sigma và của liên đoàn các bà xơ Alpha Epsilon Phi tại Hoa Kỳ.
Tên gọi "lily of the valley" ("linh lan") cũng được sử dụng trong một số bản dịch ra tiếng Anh của Kinh Thánh phần Nhã ca 2:1, mặc dù từ trong tiếng Hêbrơ là "shoshana" nguyên thủy được dùng tại đó không chắc chắn có phải để chỉ loài hoa này hay không.

## Thư viện

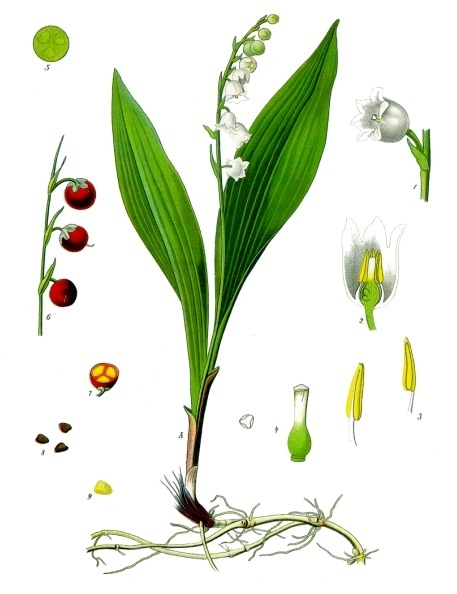
Hình minh họa thế kỷ 19
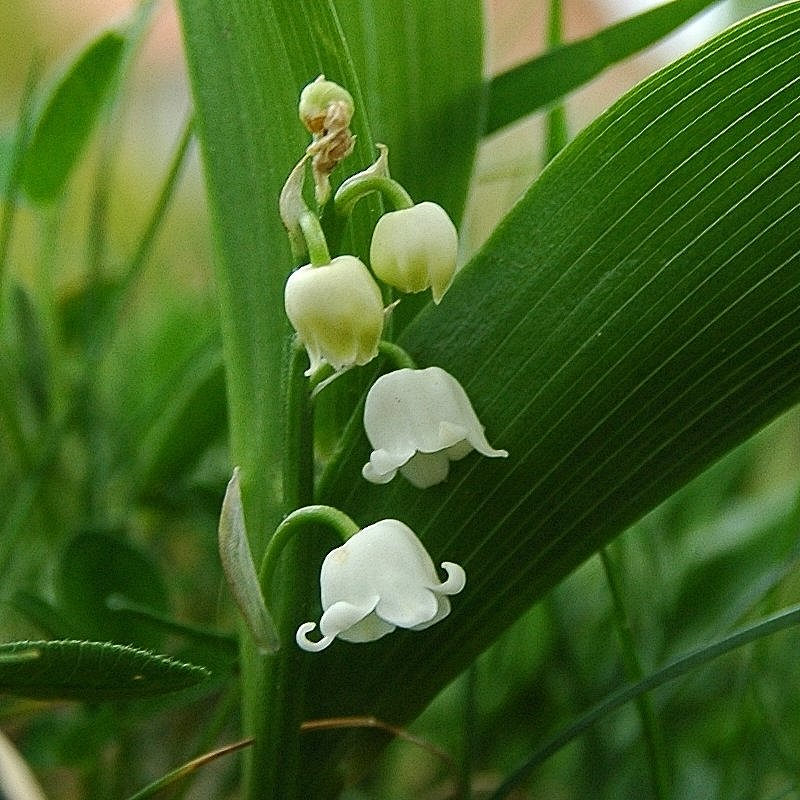
Hoa lan chuông
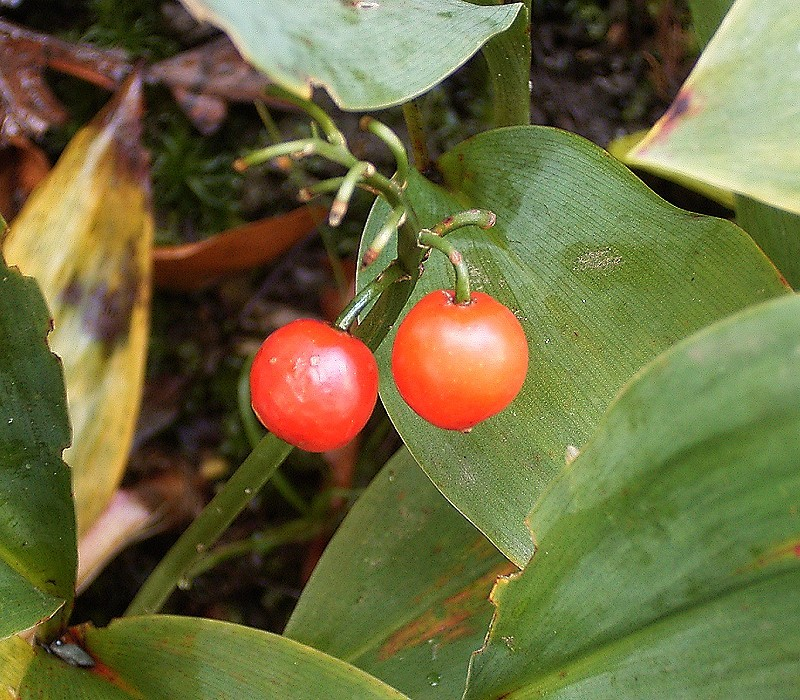
Quả